# Mini (automerk)
Mini is een kleine auto, die in de originele uitvoering als Austin Se7en en Morris Mini Minor tussen 1959 en 1970 werd geproduceerd. In 1970 werd het merk Mini geïntroduceerd en werden de twee eerdere modellen alleen nog aangeduid met 'Mini'. Verwarrend is het dat men deze beide modellen vanaf 1962 als 'Mini' aanduidde, zoals met Austin Mini en Morris Mini Minor.
Het was een revolutionaire en karaktervolle kleine auto die voor de British Motor Corporation (BMC) was ontworpen door Alec Issigonis (1906-1988) en die gemaakt werd in Birmingham. In deze auto werden voor die tijd nieuwe vooruitstrevende technieken toegepast, zoals een dwarsgeplaatste motor en voorwielaandrijving, een concept dat tegenwoordig veelvuldig wordt toegepast. De Mini was leverbaar met motoren van 850, 1000 en 1275 cc. Van 1964 tot 1971 hadden de Mini's het door Alex Moulton ontworpen hydraulische veersysteem met de benaming 'hydrolastic'. Daarna ging men, met name uit kostenoverweging, weer terug naar de oorspronkelijke rubber elementen voor de vering.
In 2001 presenteerde BMW, dat inmiddels eigenaar was van de merkrechten, een geheel nieuw ontworpen auto: de "New MINI". In 2007 kwam een opvolger van de New MINI op de markt, dit keer ook met een stationwagonuitvoering met karakteristieke dubbele achterdeuren, die de naam Mini Clubman heeft gekregen.

## Geschiedenis

### Austin Seven en Morris Mini Minor

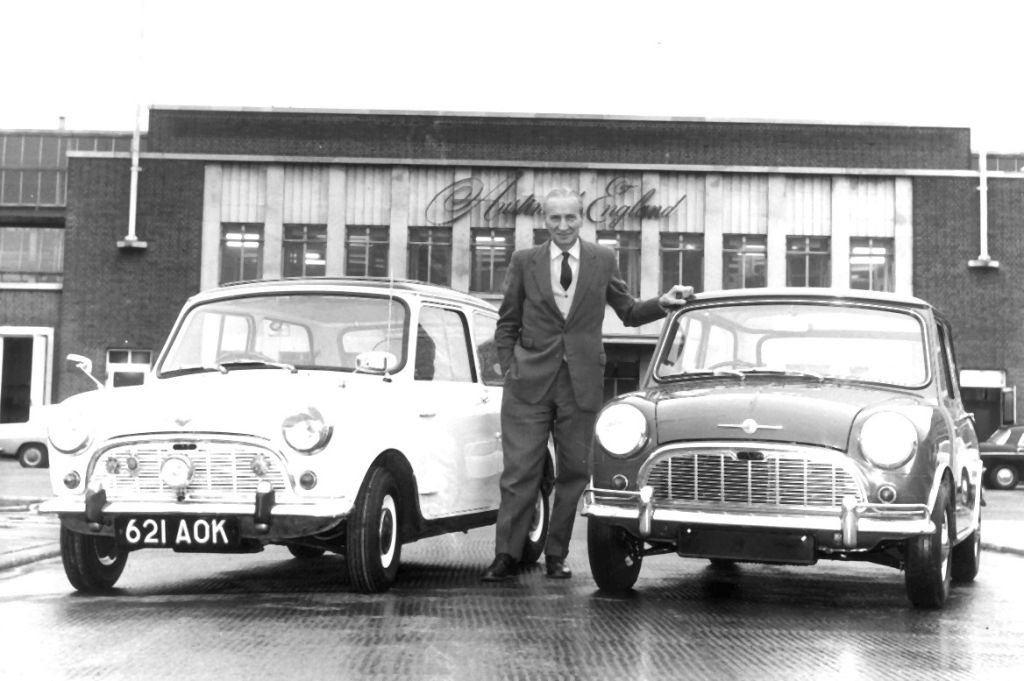
Ontwerper Sir Alec Issigonis tussen de eerste twee Morris Mini Minor's

Eind jaren vijftig had Leonard Lord, president directeur van British Motor Corporation (BMC) de visie dat de markt behoefte had aan een nieuw soort auto, klein van buiten en groot van binnen.
In 1957 werd Alec Issigonis, die eerder faam vergaarde met de in 1948 door hem ontworpen Morris Minor, aangesteld om een prototype te ontwikkelen van een auto voor vier personen, met een bestaande motor van BMC, die kleiner was dan de toen gangbare auto’s uit de BMC-bedrijven.
In juli 1958 nodigde Alec Issigonis zijn opdrachtgever uit om een proefrit te maken in een van de twee prototypes. Leonard Lord werd verrast door de combinatie van snelheid en weggedrag en gaf direct het groene licht voor voortzetting van het project.
De volgende stap was het opleveren van een productieversie; hiervoor kreeg men 12 maanden. Austin en Morris, de merken die in 1952 samen BMC hadden opgericht, brachten ieder onder eigen naam in augustus 1959 een model op de markt: de Austin Seven 850 en de Morris Mini Minor, waarbij 'Mini' werd gebruikt om het verschil aan te duiden met de Morris Minor; naderhand werd 'Mini' de aanduiding voor deze modellen. Productiefaciliteiten werden opgezet in Longbridge (Austin-fabriek) en Cowley (Morris-fabriek), waar in juni 1959 ongeveer 100 auto’s per week van de band rolden.

### Varianten
Naast het tweedeurs basismodel verscheen de Mini als estate/bestelauto (Mini Van) en pick-up (Mini Countryman) met langere wielbasis.
Drie jaar later kwamen er ook verlengde Riley- en Wolseley-versies; de Riley Elf en Wolseley Hornet waren tweedeurs sedans met langere achterkant, gewijzigde voorkant en hogere grille.
De vanaf 1964 geproduceerde Mini Moke was oorspronkelijk ontworpen als legervoertuig maar werd niet als zodanig in gebruik genomen door gebrek aan bodemvrijheid, laad- en motorvermogen. Hij evolueerde vervolgens tot een cult-auto en werd tot 1993 geproduceerd. Ook een versie met een tweede motor aan de achterkant werd gebouwd, maar door te veel vermogen was deze versie ongeschikt voor verdere productie.

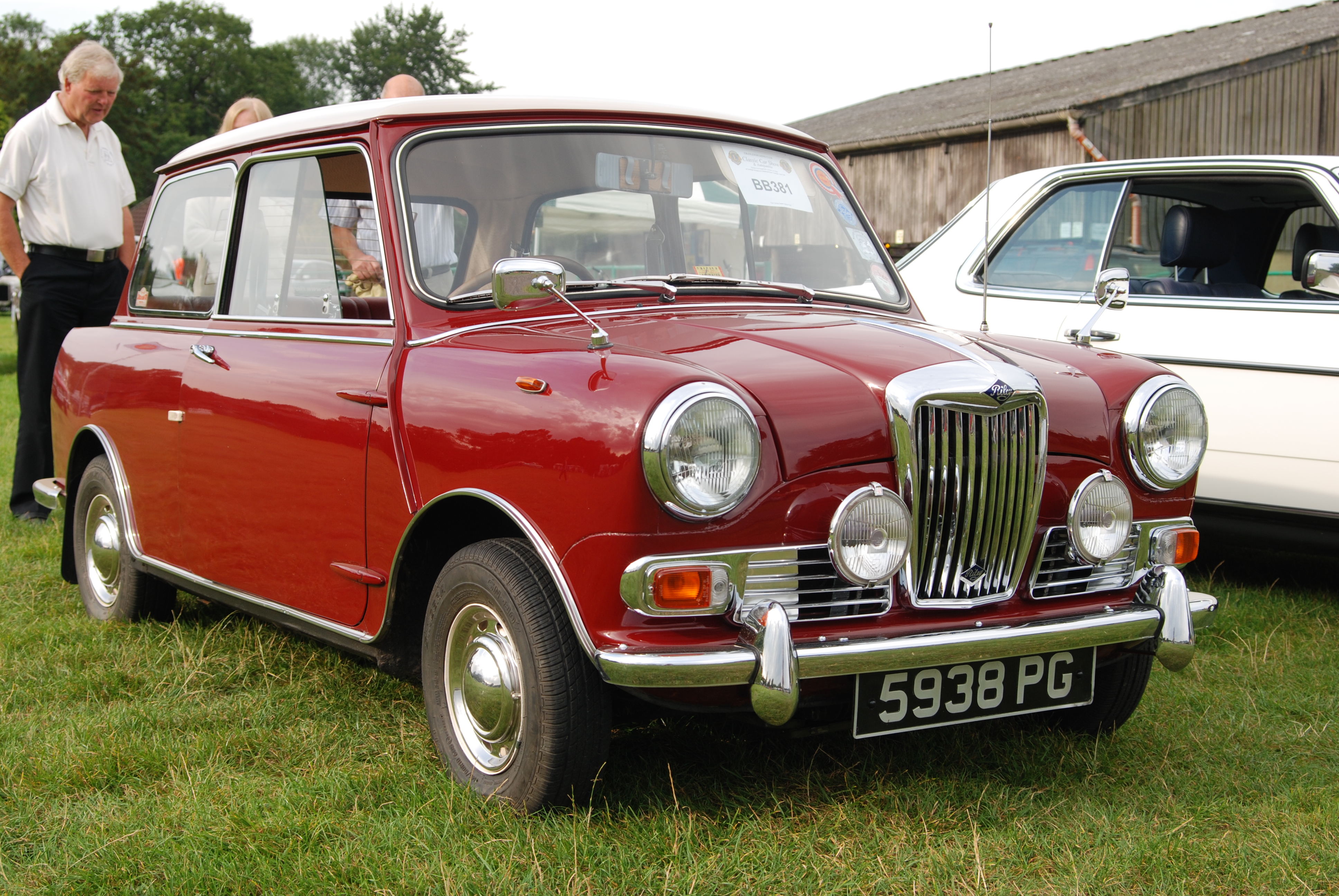
Riley Elf (1961)
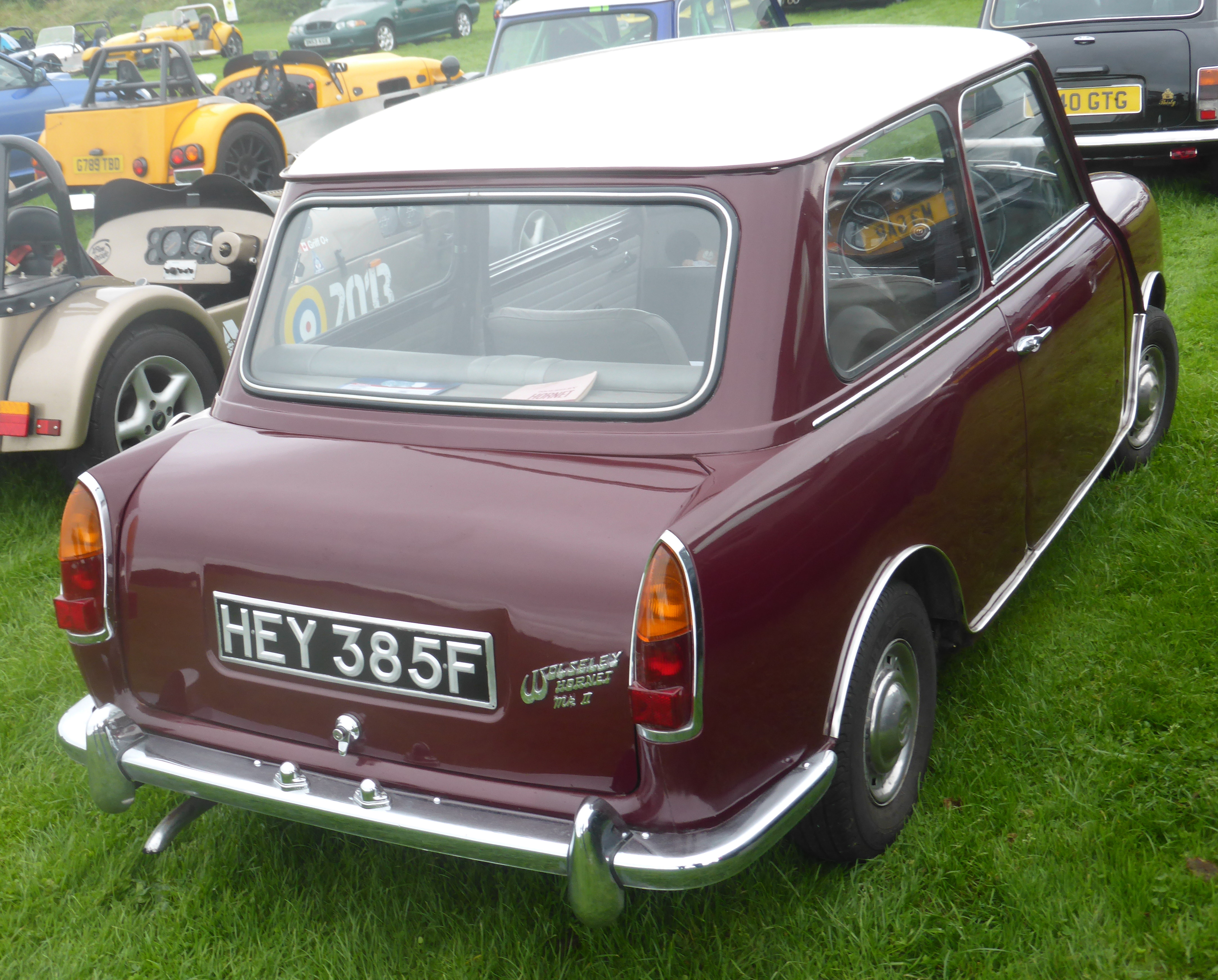
Wolseley Hornet (1968)
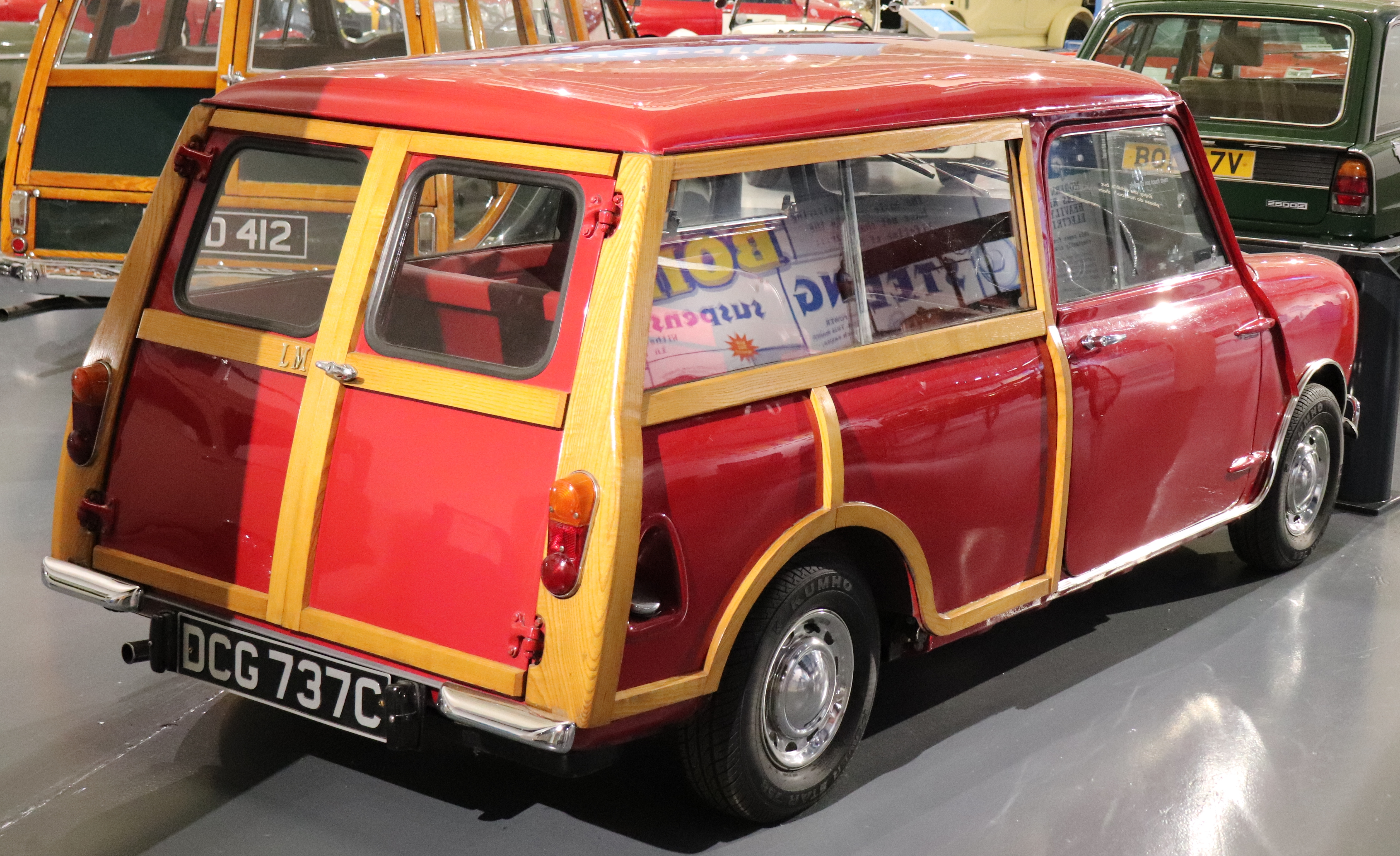
Morris Mini Traveller (1965)
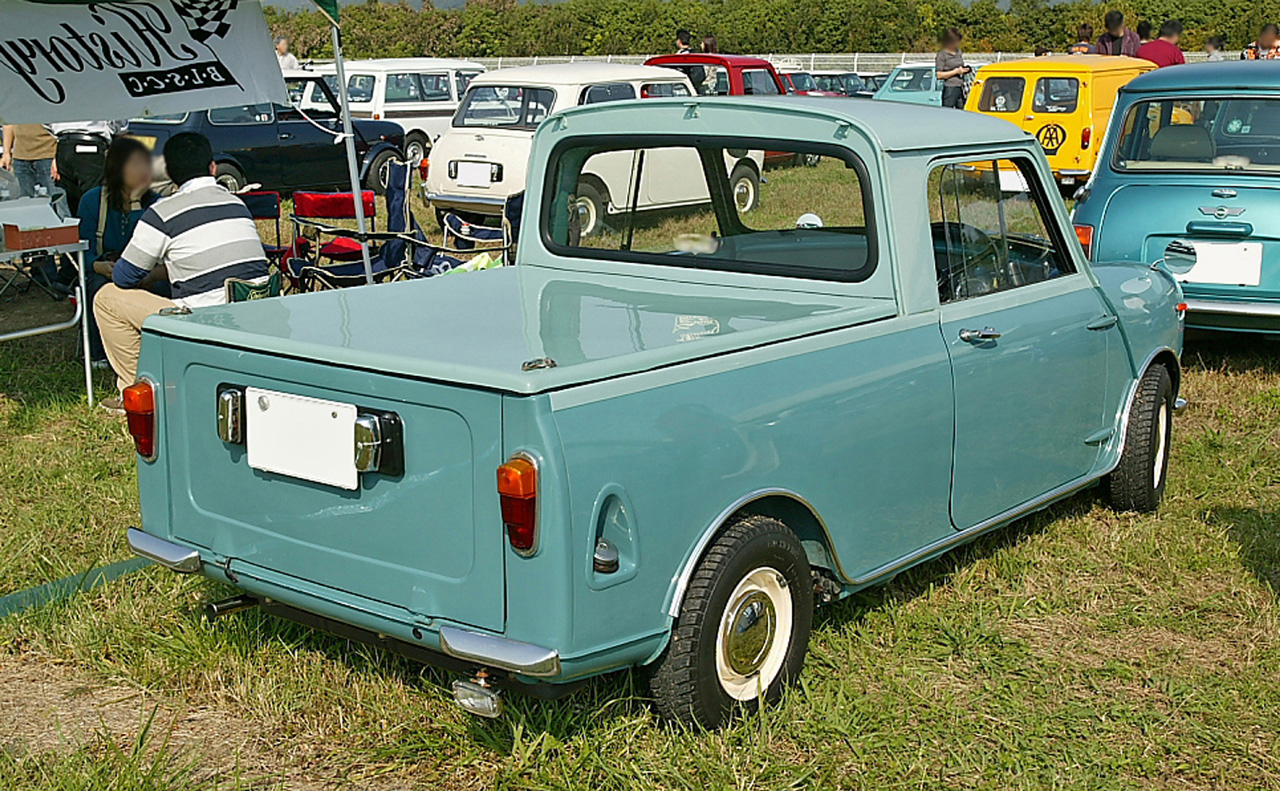
Mini Pick-up (1964)
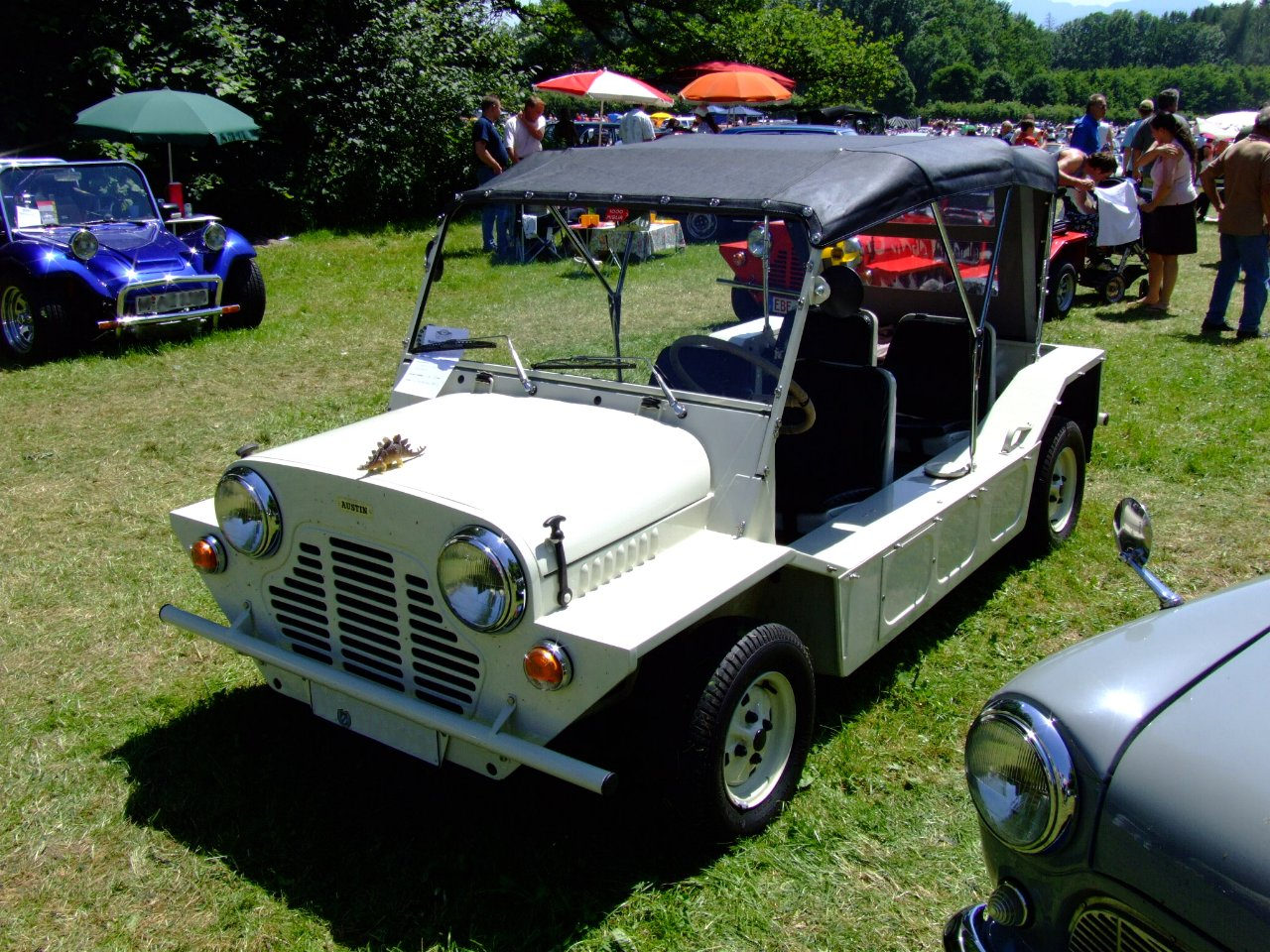
Austin Mini Moke (1967)

### Mini Cooper

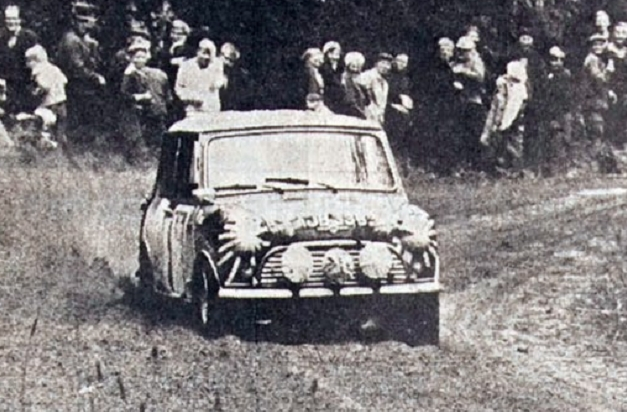
Timo Mäkinen met Mini Cooper S tijdens de 1000 Lakes Rally in 1965

Een belangrijke naam in de geschiedenis van de Mini is die van John Cooper. Hij had veel ervaring met het opvoeren van de motor die in de Mini gebruikt werd doordat hij dezelfde krachtbron gebruikte in zijn racewagens. Door het toepassen van een dergelijke opgevoerde motor in de Mini was de Mini Cooper geboren. De Austin Mini Cooper en de Morris Mini Cooper verschenen in 1961.
Mini Coopers behaalden diverse sportieve successen. Zo wonnen Mini Coopers in 1964, 1965 en 1967 de legendarische Rally van Monte Carlo.

### Mini als merknaam
In 1970 presenteerde het nieuw ontstane British Leyland Mini als merk. Er kwam een nieuwe versie met verlengd front en grotere motor onder de naam Mini Clubman en de 1275 GT als opvolger van de Cooper. In Italië werd de Mini door Innocenti gebouwd en de daar gefabriceerde Innocenti Mini Cooper was vanaf 1973 korte tijd ook in Nederland leverbaar. Innocenti bouwde een geheel eigen versie met carrosserie van Bertone, die vanaf 1979 ook door BL in Nederland werd aangeboden als Mini 90 of Mini 120, maar zonder veel succes.

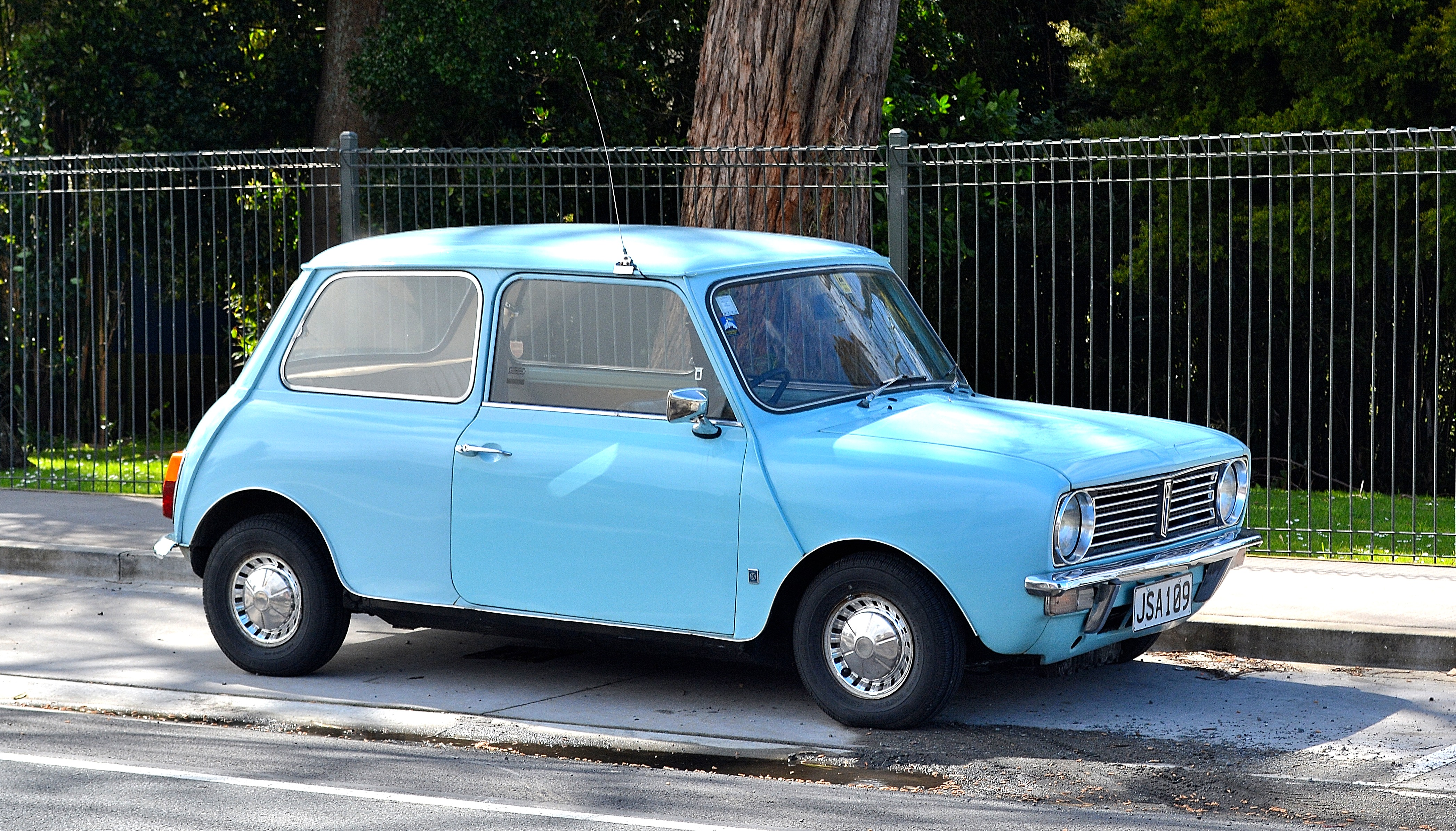
Mini Clubman (1971)
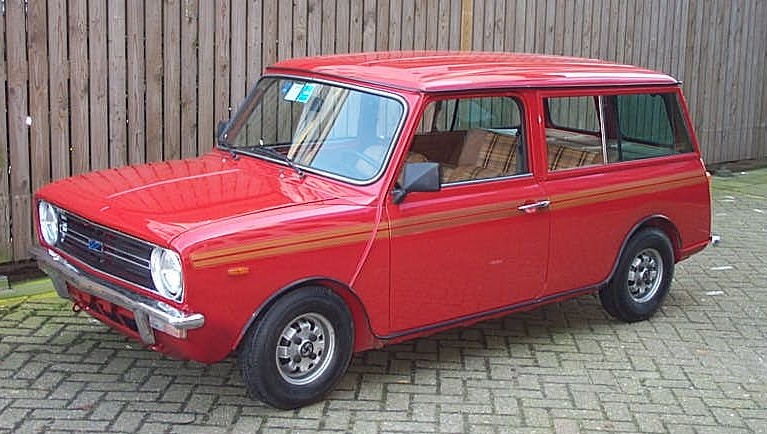
Mini Clubman Estate (1983)
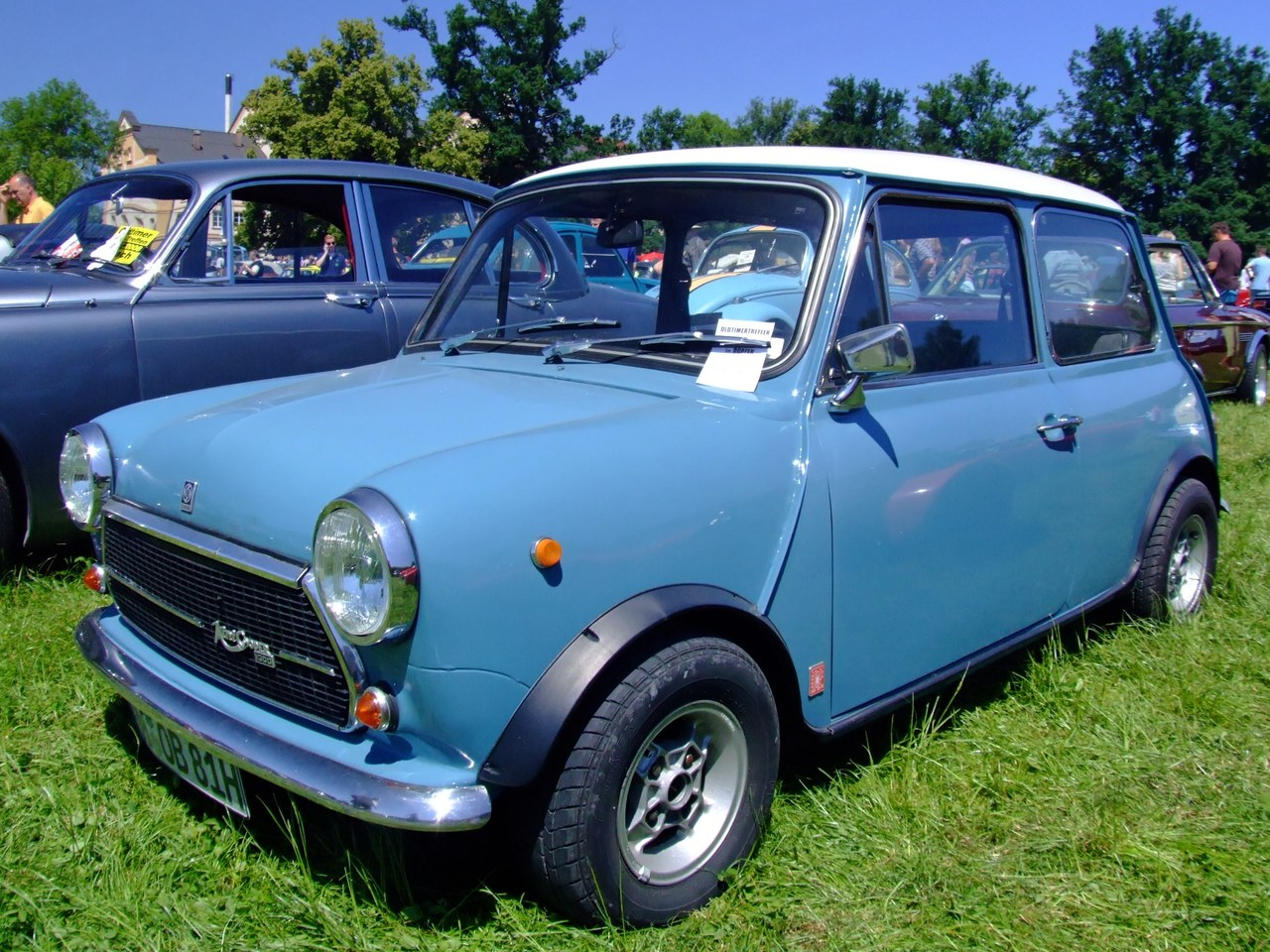
Innocenti Mini Cooper 1300

De Mini was eind jaren zeventig ouderwets geworden en werd in 1980 opgevolgd door de Austin Mini Metro. De Metro was in Nederland geen groot succes en werd nog een tijd als Rover 100 verkocht. De levering van de oorspronkelijke oude Mini stopte in Nederland halverwege de jaren 1990. Dat leverde zoveel commentaar op dat de auto toch weer beschikbaar kwam, nu voor een prijs van tussen de 25 en 30 duizend Nederlandse gulden. Het was daarmee een echte liefhebbersauto geworden.

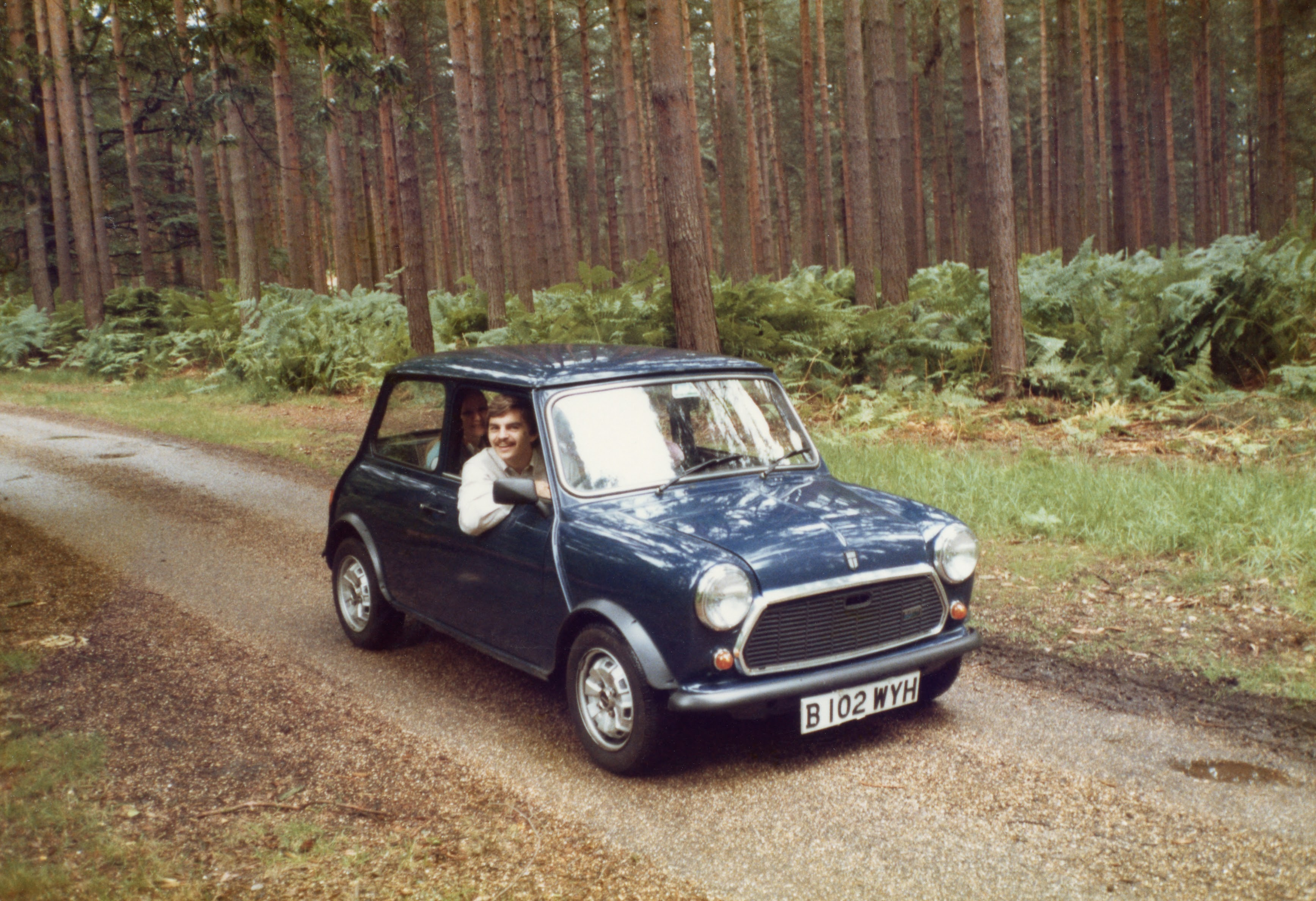
Mini City E (1985)
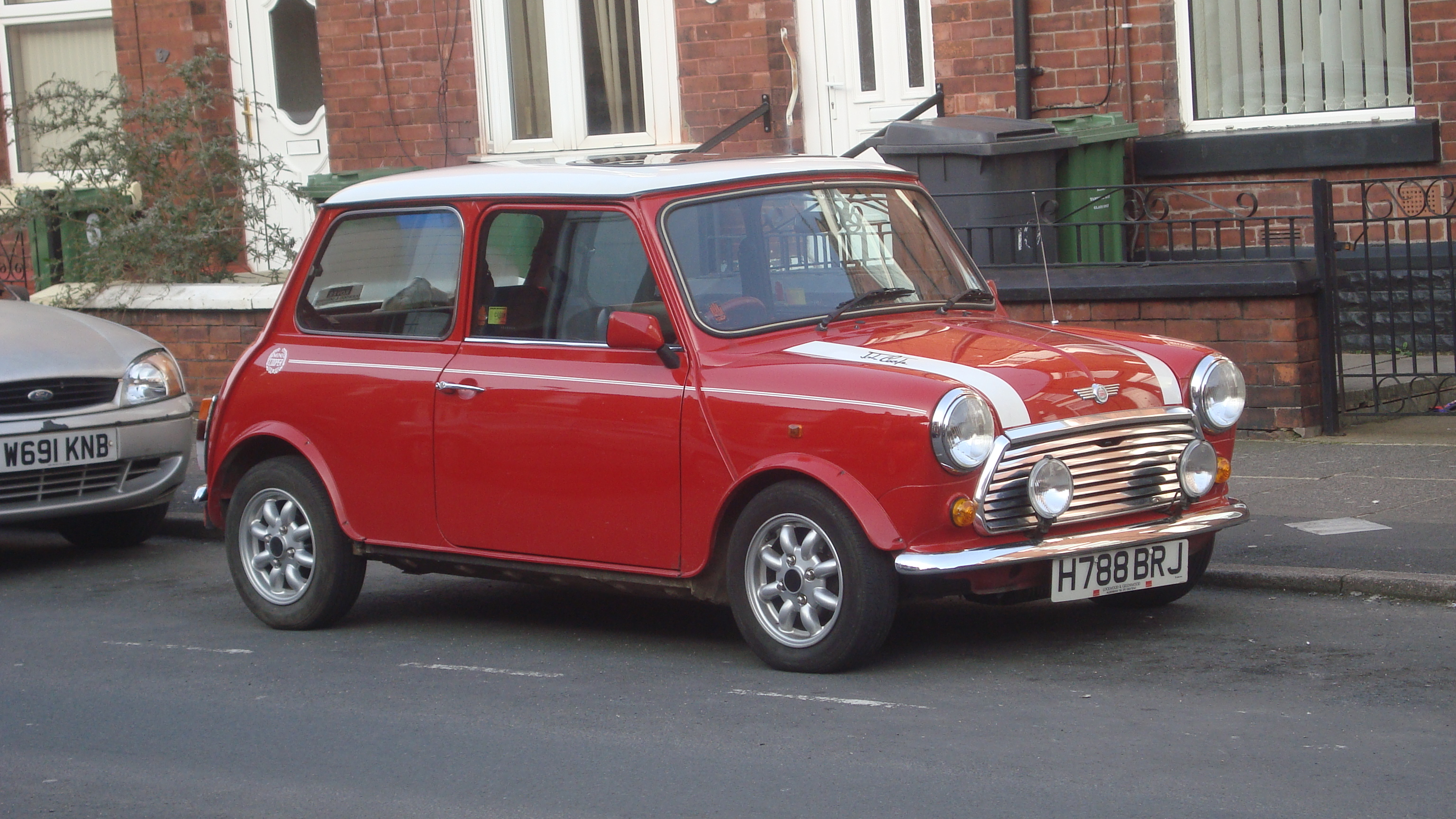
Mini Cooper 1.3 (1990)
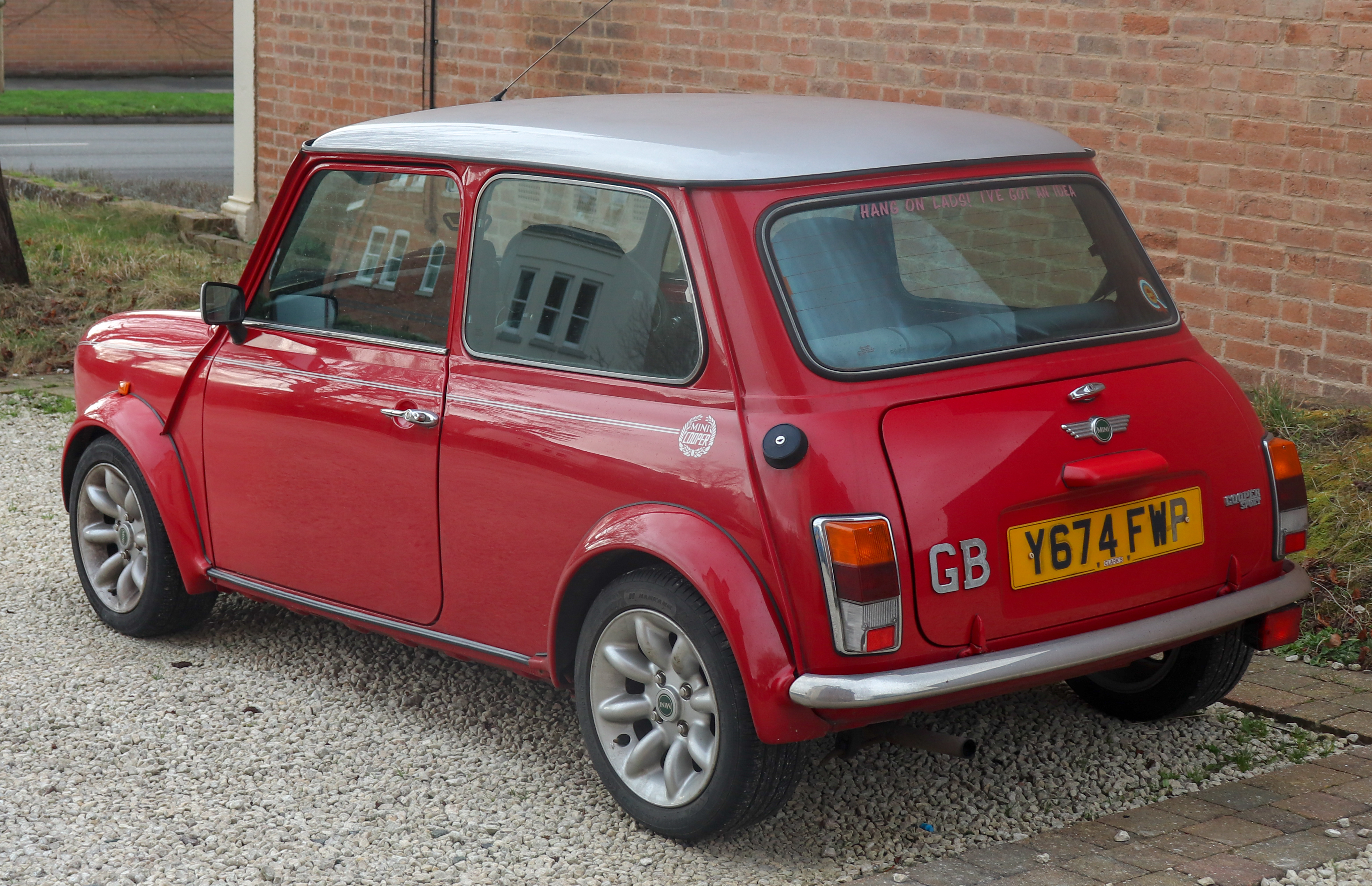
Mini Cooper Sport 1.3 (2001)

Eind 1997 werd de nieuwe MINI als opvolger getoond. De originele Mini bleef in productie tot oktober 2000.

## Nieuwe MINI
De MINI One of Cooper, zoals geïntroduceerd door het Duitse BMW is een volledig nieuw ontworpen auto, die eigenlijk niets van doen heeft met de oude. De nieuwe MINI is aan alle kanten gegroeid en gemoderniseerd.
Deze auto werd vanaf 2001 in Oxford gemaakt in de voormalige Morris-fabriek.
Eind 2006 werd een nieuwe versie van de MINI gepresenteerd. Terwijl de originele Mini van Issigonis slechts 590 kilo woog en 305 cm lang was, weegt de nieuwe MINI One 1060 kilo en heeft een lengte van 370 cm.